# Индигова змия
Индиговите змии (Drymarchon corais) са вид влечуги от семейство Смокообразни (Colubridae).
Разпространени са в северната част на Южна Америка.
Таксонът е описан за пръв път от германския зоолог Фридрих Бойе през 1827 година.

## Подвидове
- Drymarchon corais corais
- Drymarchon corais erebennus
- Drymarchon corais margaritae
- Drymarchon corais melanurus
- Drymarchon corais orizabensis
- Drymarchon corais rubidus
- Drymarchon corais unicolor